# شينا وينتشستر
شينا وينتشستر (بالإنجليزية: Shèna Winchester)‏ واسمها الحقيقي ترايسي إليزابيث مكسوين (بالإنجليزية: Tracey Elizabeth McSween)‏ هي مغنية بريطانية ولدت في يوم 19 نوفمبر 1977. بدأت الغناء في سنة 1995 وانتجت منذ ذلك الحين أربعة ألبومات.